# Lillerød Kirke
Lillerød Kirke er kirken i Lillerød Sogn, Lillerød by i Allerød Kommune.

## Eksterne kilder og henvisninger
- Wikimedia Commons har flere filer relateret til Lillerød Kirke
- Lillerød Kirke Arkiveret 31. januar 2011 hos  Wayback Machine hos nordenskirker.dk
- Lillerød Kirke hos KortTilKirken.dk
- Lillerød Kirke hos danmarkskirker.natmus.dk (Danmarks Kirker, Nationalmuseet)